# Alpin skidåkning vid olympiska vinterspelen 1992
Alpin skidåkning var en av sporterna vid olympiska vinterspelen 1992 i Albertville.
Programmet var oförändrat sedan 1988, med fem grenar för damer och herrar, störtlopp, super-G, storslolom, slalom och kombination. Herrarnas fartgrenar hölls i Val d'Isère, hemstad för den trefaldige olympiske medaljören och medlem av organisationskommittén Jean-Claude Killy. Herrarnas slalom hölls i Les Menuires. Alla damernas grenar hölls i Méribel.

## Medaljfördelning
| Pl. | Nation      | Guld | Silver | Brons | Totalt |
| --- | ----------- | ---- | ------ | ----- | ------ |
| 1   | Österrike   | 3    | 2      | 3     | 8      |
| 2   | Italien     | 3    | 2      | 0     | 5      |
| 3   | Norge       | 2    | 0      | 2     | 4      |
| 4   | Kanada      | 1    | 0      | 0     | 1      |
| 4   | Sverige     | 1    | 0      | 0     | 1      |
| 6   | Frankrike   | 0    | 2      | 1     | 3      |
| 7   | Luxemburg   | 0    | 2      | 0     | 2      |
| 7   | USA         | 0    | 2      | 0     | 2      |
| 9   | Nya Zeeland | 0    | 1      | 0     | 1      |
| 10  | Tyskland    | 0    | 0      | 1     | 1      |
| 10  | Spanien     | 0    | 0      | 1     | 1      |
| 10  | Schweiz     | 0    | 0      | 1     | 1      |

## Resultat

### Herrar
| Gren                    | Guld                       | Guld    | Silver                    | Silver  | Brons                       | Brons   |
| Störtlopp Detaljer...   | Patrick Ortlieb Österrike  | 1:50,37 | Franck Piccard Frankrike  | 1:50,42 | Günther Mader Österrike     | 1:50,47 |
| Storslalom Detaljer...  | Alberto Tomba Italien      | 2:06,98 | Marc Girardelli Luxemburg | 2:07,30 | Kjetil André Aamodt Norge   | 2:07,82 |
| Slalom Detaljer...      | Finn Christian Jagge Norge | 1:44,39 | Alberto Tomba Italien     | 1:44,67 | Michael Tritscher Österrike | 1:44,85 |
| Super-G Detaljer...     | Kjetil André Aamodt Norge  | 1:13,04 | Marc Girardelli Luxemburg | 1:13,77 | Jan Einar Thorsen Norge     | 1:13,83 |
| Kombination Detaljer... | Josef Polig Italien        | 14,58   | Gianfranco Martin Italien | 14,90   | Steve Locher Schweiz        | 18,16   |

### Damer
| Gren                    | Guld                       | Guld    | Silver                                  | Silver  | Brons                          | Brons   |
| Störtlopp Detaljer...   | Kerrin Lee-Gartner Kanada  | 1:52,55 | Hilary Lindh USA                        | 1:52,61 | Veronika Wallinger Österrike   | 1:52,64 |
| Storslalom Detaljer...  | Pernilla Wiberg Sverige    | 2:12,74 | Anita Wachter Österrike Diann Roffe USA | 2:13,71 |                                |         |
| Slalom Detaljer...      | Petra Kronberger Österrike | 1:32,68 | Annelise Coberger Nya Zeeland           | 1:33,10 | Blanca Fernández Ochoa Spanien | 1:33,35 |
| Super-G Detaljer...     | Deborah Compagnoni Italien | 1:21,22 | Carole Merle Frankrike                  | 1:22,63 | Katja Seizinger Tyskland       | 1:23,19 |
| Kombination Detaljer... | Petra Kronberger Österrike | 2,55    | Anita Wachter Österrike                 | 19,39   | Florence Masnada Frankrike     | 21,38   |